# Staßfurt
Staßfurt ist eine Stadt im Salzlandkreis in Sachsen-Anhalt. Staßfurt wurde am 31. Januar 1852 Geburtsort und Wiege des weltweiten Kalibergbaus. Dort war das einstige Königlich Preußische Salzbergwerk mit den beiden Schächten von der Heydt und von Manteuffel das erste Kalibergwerk der Erde.

## Geographie

### Geographische Lage
Staßfurt liegt am Südrand der Magdeburger Börde, südlich der Landeshauptstadt Magdeburg. Die Stadt wird von der Bode durchquert.

### Nachbargemeinden

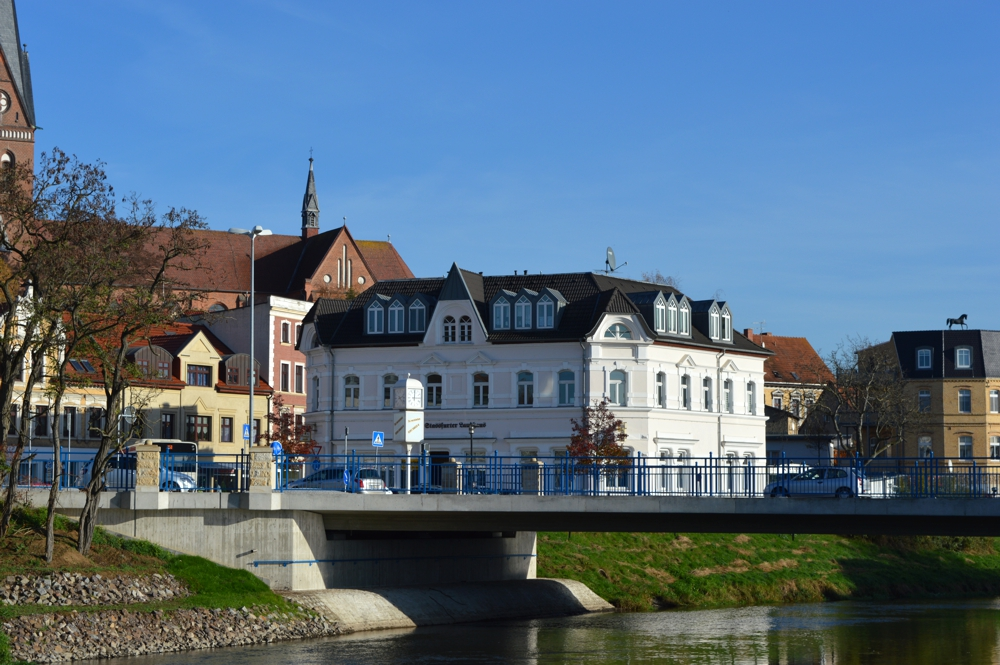
Bodebrücke

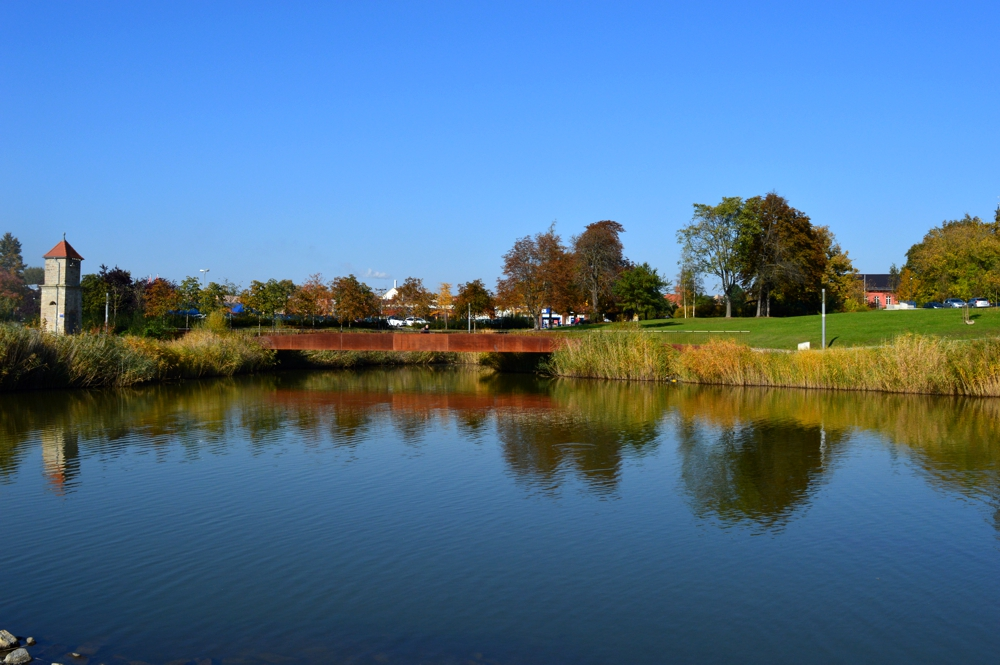
Stadtsee im Zentrum Staßfurts

| Bördeaue 10 km   | Borne (bei Staßfurt) 10 km                  | Bördeland 15 km                         |
| Hecklingen 4 km  | Kompassrose, die auf Nachbargemeinden zeigt | Calbe (Saale) 15 km                     |
| Giersleben 11 km | Güsten 10 km                                | Ilberstedt 10 km Nienburg (Saale) 15 km |

### Stadtgliederung
Die Stadt Staßfurt ist eine Einheitsgemeinde und gliedert sich in folgende Ortsteile:
| Wappen | Ortsteil       | Postleitzahl | Vorwahl | Einwohner (31. Dez. 2024) | Fläche (km²) | Bevölkerungsdichte Einwohner/km² | Eingemeindung nach Staßfurt |
| ------ | -------------- | ------------ | ------- | ------------------------- | ------------ | -------------------------------- | --------------------------- |
|        | Alt-Staßfurt   | 39418        | 03925   | 1157                      | 00,77        | 1499                             | 1868                        |
|        | Neu Staßfurt   | 39418        | 03925   | 0103                      | 12,00        | 0009                             | 1969                        |
|        | Staßfurt-Mitte | 39418        | 03925   | 0955                      | 02,28        | 0419                             |                             |
|        | Staßfurt-Nord  | 39418        | 03925   | 6985                      | 02,14        | 3264                             |                             |
|        | Leopoldshall   | 39418        | 03925   | 4902                      | 05,65        | 0868                             | 1946                        |
|        | Athensleben    | 39446        | 039265  | 0120                      | 02,35        | 0051                             | 2003                        |
|        | Atzendorf      | 39443        | 039266  | 1240                      | 21,10        | 0059                             | 2004                        |
|        | Brumby         | 39443        | 039291  | 0858                      | 01,43        | 0600                             | 2011                        |
|        | Förderstedt    | 39443        | 039266  | 1678                      | 13,55        | 0124                             | 2009                        |
|        | Glöthe         | 39443        | 039266  | 0544                      | 02,54        | 0214                             | 2009                        |
|        | Hohenerxleben  | 39443        | 03925   | 0690                      | 10,16        | 0068                             | 2003                        |
|        | Löbnitz        | 39443        | 03925   | 0208                      | 01,92        | 0108                             | 2004                        |
|        | Löderburg      | 39446        | 039265  | 2232                      | 12,95        | 0172                             | 2003                        |
|        | Lust           | 39446        | 039265  | 0047                      | 01,60        | 0029                             | 2003                        |
|        | Neundorf       | 39418        | 03925   | 1865                      | 14,93        | 0125                             | 2009                        |
|        | Rathmannsdorf  | 39418        | 039262  | 0522                      | 06,74        | 0077                             | 2004                        |
|        | Rothenförde    | 39446        | 039265  | 0009                      | 27,50        | 0000                             | 2003                        |
|        | Üllnitz        | 39443        | 039266  | 0256                      | 01,17        | 0219                             | 2009                        |

## Geschichte

### Ab 806

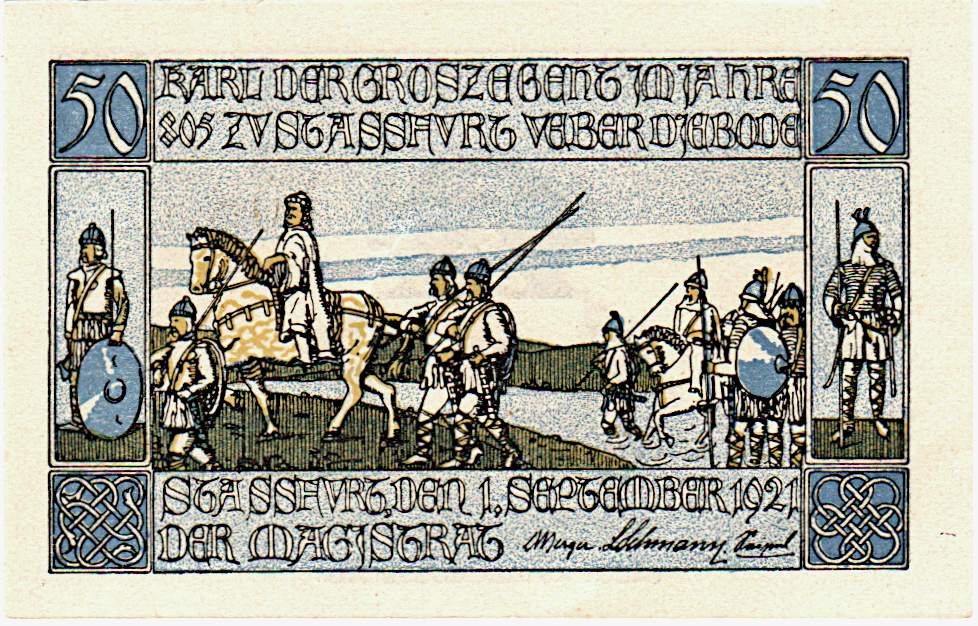
Karl der Große beim Überqueren der Bode, auf einem Notgeldschein aus Staßfurt, von 1921.

Im Jahre 806 erfolgte die erstmalige (gesicherte) urkundliche Erwähnung von Staßfurt (im frühen Mittelalter hieß das Dorf Alt-Staßfurt nur Staßfurt) im Zusammenhang mit einer Einladung durch Kaiser Karl den Großen an den Abt Fulrad von St. Quentin zur Abhaltung einer Heeresversammlung in Starasfurt an der Bode. Die Deutung des Namens geht mit großer Wahrscheinlichkeit von einer Zusammensetzung aus dem altslawischen Wort für alt (staraja) mit dem althochdeutschen Wort Furt (Überfahrtsstelle) aus. Die Bedeutung Staßfurts im Mittelalter war durch seine Lage an dieser Furt durch die Bode bedingt. Hier führte die alte Handels- und Salzstraße von Lüneburg kommend nach Halle/Saale entlang. Das Dorf Alt-Staßfurt nördlich der Bode unterstand weltlich und geistlich dem Erzstift Magdeburg. Im 11. Jahrhundert wurde die Burg (Wehranlage) südlich der Bode errichtet. Bereits 1180 wurde dem Staßfurter Siedlungsbereich südlich der Bode innerhalb der Wehrmauern das Stadtrecht verliehen. Die Stadt Staßfurt stand bis 1277 weltlich im Besitz anhaltischer Grafen. Die Nachkommen Albrecht des Bären und Herzöge von Sachsen, Johann I. und Albrecht II., hatten bei der Feier ihres Ritterschlages einen so bedeutenden Aufwand betrieben, dass sie zur Begleichung der Schulden auch die in ihrem Besitz befindliche Stadt Staßfurt am 8. Juli 1276 an den Erzbischof Konrad II. von Magdeburg verpfänden mussten. Da die Herzöge in Jahresfrist die hohe Schuldsumme von 6.000 Silbermark nicht bezahlen konnten, fiel Staßfurt ab 1277 an das Erzstift Magdeburg. Seit 1680 war Staßfurt als sogenannte Immediatstadt direkt dem brandenburg-preußischen Herzogtum Magdeburg unterstellt und lag bis 1807 im Holzkreis. Ab 1815 gehörten Alt-Staßfurt und die Stadt Staßfurt im Regierungsbezirk Magdeburg zur Provinz Sachsen und blieb damit bis zur Auflösung des preußischen Staates 1947 auf preußischem Hoheitsgebiet.

### Ab 1851: Kali-Aufschwung, -Niedergang und die Folgen
Aufgrund der Entdeckung der Staßfurter Kalisalzlagerstätte 1851 und deren industrieller Ausbeutung gewann Staßfurt enorm an Wirtschaftskraft. Doch die Blütezeit währte nur wenige Jahrzehnte: Das Absaufen der Kalischächte durch Grubenwasser führte nach zahlreichen vergeblichen Rettungsversuchen zur Stilllegung beider Schächte. Am 9. Oktober 1900 wurde die Wasserhaltung endgültig eingestellt.

#### Bergsenkungen und städtebaulicher Kahlschlag
Die dramatischste Folge des Kalibergbaus war die beispiellos großflächige Bergsenkung in Staßfurt: Der Ort hatte ein für die damalige Zeit typisches Zentrum mit Rathaus, Schule, Kirche und Marktplatz. Die Innenstadt war ein latentes Senkungsgebiet. Daher begannen sich viele Häuser zu neigen, bekamen bedrohliche Risse und drohten zusammenzustürzen. Seit 1905 wurden deshalb im Ortskern etwa 800 Häuser und Gebäude wie Rathaus, Schule und St.-Johannis-Kirche abgerissen. Der Grund, auf dem die Johanniskirche (welche nicht mit der nach wie vor bestehenden, gleichnamigen Kirche in Leopoldshall zu verwechseln ist) stand, sackte um bis zu 7 m ab. Das Gebäude geriet so in Schieflage, dass seine Nutzung 1884 erstmals vorläufig eingestellt wurde. Am 9. September 1906 fand der endgültig letzte Gottesdienst dort statt. Ein Brand von 1948 destabilisierte das Kirchenschiff weiter und führte zu seinem Teileinsturz, so dass es ganz abgerissen wurde. Der danach noch stehende, 60 m hohe Turm des 500-jährigen Wahrzeichens der Stadt kippte immer weiter, war zuletzt 4,65 Meter aus dem Lot geraten und als Schiefer Turm von Staßfurt bekannt. Wegen Sicherheitsbedenken wurde auch er 1964/65 abgerissen. Die Auswirkungen der Bergsenkungen prägen das Ortsbild von Staßfurt bis heute: Von einem weiteren, das Stadtbild prägenden Bauwerk, dem Eulenturm, wurde wegen des labilen Untergrundes 1961 zunächst die Spitze abgetragen, zehn Jahre später der gesamte Turm. Auch das aus gleichem Grund 1977 abgerissene, stattliche Bahnhofsgebäude von 1884 ist bis heute nicht ersetzt worden.

### Zweiter Weltkrieg und Nachkriegsjahre
Während des Zweiten Weltkrieges wurde am 13. September 1944 zwischen Löderburg-Lust und Atzendorf das Außenlager des KZ Buchenwald Staßfurt I/Neustaßfurt (Deckname „Reh“) errichtet, in dem 459 Häftlinge, überwiegend aus Frankreich, an der unterirdischen Verlagerung der Ernst Heinkel AG zusammen mit polnischen KZ-Häftlingen unter extrem schlechten Bedingungen arbeiten mussten, wobei zwischen 300 und 380 ihr Leben verloren. Ein weiteres Außenlager bestand ab dem 28. Dezember 1944 in Leopoldshall. Beide Lager wurden am 11. April 1945 mit einem Todesmarsch evakuiert. Am 12. April 1945 nahmen die Amerikaner Staßfurt kampflos ein. Die am 6. August über Hiroshima zur Explosion gebrachte Atombombe Little Boy enthielt 64 Kilogramm Uran. Zumindest ein Teil des Urans stammte angeblich aus den etwa 1.100 Tonnen Uranerz und Uranoxid, das US-Amerikaner in der zweiten Aprilhälfte 1945 in Staßfurt sichergestellt hatten.
Am 1. Juli 1945 gerieten Staßfurt und der damals noch eigenständige Ort Leopoldshall unter sowjetische Besatzung. Am 1. April 1946 wurde Leopoldshall der Stadt Staßfurt angegliedert.

### DDR-Zeit

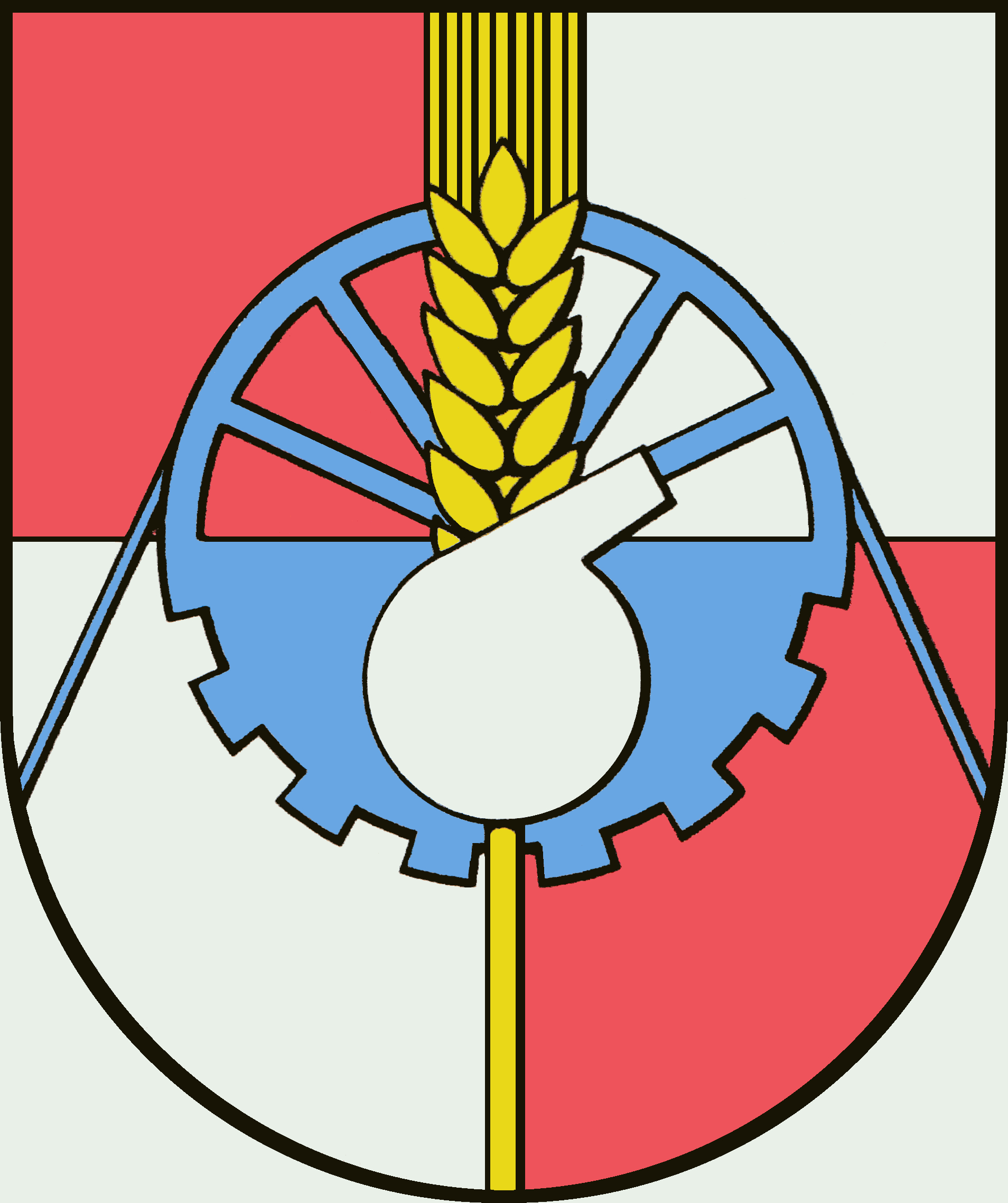
Altes Wappen Staßfurt (1960–1990)

Von 1952 bis 1994 war Staßfurt Kreisstadt des Kreises Staßfurt im DDR-Bezirk und später Regierungsbezirk Magdeburg. Mit der Kreisgebietsreform 1994 wurde durch die Zusammenlegung der Kreise Aschersleben und Staßfurt der neue Landkreis Aschersleben-Staßfurt mit der neuen Kreisstadt Aschersleben gebildet. Im Zuge der Kreisgebietsreform 2007 wechselte Staßfurt in den neu gebildeten Salzlandkreis.
Die SWAPO schickte während der Unabhängigkeitskämpfe in Südwestafrika in den 1980er Jahren Kinder zur Erziehung und Ausbildung in die DDR. So befanden sich Anfang 1990 auf der Schule der Freundschaft in Staßfurt 291 solcher Kinder. Sie wurden im August 1990 – zusammen mit 134 Kleinkindern aus Bellin – in das inzwischen unabhängige und von der SWAPO regierte Namibia zurückgebracht.
Zu DDR-Zeiten entstanden der Friedrich-Engels-Ring und die beiden Plattenbau-Siedlungen „Leninring“ (heute „Nord“) und „Am Tierpark“, während die Bausubstanz der Innenstadt – sofern sie nicht wegen Bergschäden abgerissen werden musste – zunehmend verfiel. Erst die Stadtsanierung seit 1991 führte zu einer Trendwende.

### Eingemeindungen
Das Dorf Alt-Staßfurt am linken (nördlichen) Bodeufer ist älter als die Stadt Staßfurt am rechten Bodeufer und wurde am 21. Dezember 1868 in die Stadt Staßfurt eingemeindet.
Am 1. April 1946 wurde die benachbarte anhaltische Stadt Leopoldshall, die 1873 auf dem Gebiet der Gemeinde Neundorf (Anhalt) entstanden war, nach Staßfurt zwangseingemeindet. Der 1873 auf anhaltischem Gebiet direkt bei Staßfurt gegründete Ort hatte seit dem 29. Januar 1919 das Stadtrecht inne.
Im Jahr 2003 wurden die Orte Löderburg (mit den Ortsteilen Rothenförde, Lust und Athensleben als Ortschaft) und Hohenerxleben eingegliedert. Anfang 2004 folgte Rathmannsdorf. Am 1. Januar 2009 kamen die Gemeinden Neundorf (Anhalt) und Förderstedt hinzu.
| Ehemalige Gemeinde | Datum              | Anmerkungen                                                      |
| ------------------ | ------------------ | ---------------------------------------------------------------- |
| Alt-Staßfurt       | 21. Dezember 1868  | Eingemeindung in die Stadt Staßfurt                              |
| Athensleben        | 1. Juli 1950       | Eingemeindung nach Löderburg                                     |
| Atzendorf          | 10. März 2004      | Eingemeindung nach Förderstedt                                   |
| Brumby             | 18. Mai 2006       | Eingemeindung nach Förderstedt                                   |
| Förderstedt        | 1. Januar 2009     |                                                                  |
| Glöthe             | 18. Mai 2006       | Eingemeindung nach Förderstedt                                   |
| Hohenerxleben      | 1. März 2003       |                                                                  |
| Leopoldshall       | 1873 1. April 1946 | Ausgliederung aus Neundorf (Anhalt), Eingemeindung nach Staßfurt |
| Löbnitz (Bode)     | 29. Januar 2004    | Eingemeindung nach Förderstedt                                   |
| Löderburg          | 1. März 2003       | Ortsteil Neu Staßfurt bereits 1969 nach Staßfurt eingemeindet    |
| Neundorf (Anhalt)  | 1. Januar 2009     |                                                                  |
| Rathmannsdorf      | 1. Januar 2004     |                                                                  |
| Üllnitz            | 1. Juli 1950       | Eingemeindung nach Glöthe                                        |

## Bevölkerung
(ab 1955 jeweils zum 31. Dezember, ab 2007 einschließlich der Ortsteile)
| Jahr | Einwohner |
| ---- | --------- |
| 1583 | 945       |
| 1720 | 935       |
| 1736 | 1.837     |
| 1803 | 1.512     |
| 1829 | 1.778     |
| 1875 | 11.263    |
| 1880 | 12.194    |
| 1890 | 19.104    |
| 1925 | 16.144    |

| Jahr | Einwohner |
| ---- | --------- |
| 1933 | 15.299    |
| 1939 | 15.753    |
| 1946 | 29.762    |
| 1950 | 27.877    |
| 1955 | 26.815    |
| 1970 | 26.153    |
| 1981 | 26.502    |
| 1988 | 26.833    |
| 1990 | 25.514    |

| Jahr | Einwohner |
| ---- | --------- |
| 2006 | 25.815    |
| 2010 | 28.605    |
| 2015 | 26.634    |
| 2020 | 24.618    |
| 2021 | 24.265    |
| 2022 | 23.781    |
| 2023 | 23.458    |
| 2024 | 23.181    |

ab 1990: Stand: 31. Dezember des jeweiligen Jahres (Angaben des Statistischen Landesamtes Sachsen-Anhalt), ab 2011 auf Basis des Zensus 2011, ab 2022 auf Basis des Zensus 2022
Die Zunahme der Einwohnerzahl zwischen 2006 und 2010 ist auf Eingemeindungen zurückzuführen.

## Politik
Der Stadtrat von Staßfurt besteht entsprechend der Einwohnerzahl der Stadt aus 36 Mitgliedern und dem Oberbürgermeister. Die Kommunalwahl am 9. Juni 2024 führte bei einer Wahlbeteiligung von 52,6 % zu folgendem Ergebnis:
| Partei / Wählergruppe                                      | Stimmenanteil 2019 | Sitze 2019 |        | Stimmenanteil 2024 | Sitze 2024 |
| ---------------------------------------------------------- | ------------------ | ---------- | ------ | ------------------ | ---------- |
| AfD                                                        | 19,9 %             | 7          | 34,2 % | 11                 |            |
| CDU                                                        | 24,6 %             | 9          | 24,2 % | 09                 |            |
| Wahlbündnis für soziale Gerechtigkeit Salzlandkreis (WsGS) | –                  | –          | 09,4 % | 03                 |            |
| Unabhängige Bürgervertretung Staßfurt (UBvS)               | 06,5 %             | 2          | 09,0 % | 03                 |            |
| FDP                                                        | 10,7 %             | 4          | 07,0 % | 03                 |            |
| SPD                                                        | 13,2 %             | 5          | 06,8 % | 03                 |            |
| Die Linke                                                  | 18,7 %             | 7          | 05,3 % | 02                 |            |
| Einzelbewerber Jürgen Pecher                               | –                  | –          | 03,2 % | 01                 |            |
| Bündnis 90/Die Grünen                                      | 02,7 %             | 1          | 01,0 % | –                  |            |
| Unabhängige Wählergemeinschaft Salzland                    | 03,7 %             | 1          | –      | –                  |            |
| Insgesamt                                                  | 100 %              | 36         | 100 %  | 35                 |            |

Bei der Wahl 2024 entfielen auf die AfD zwölf Sitze, von denen einer unbesetzt bleibt, weil die Partei nur elf Kandidaten nominiert hatte.

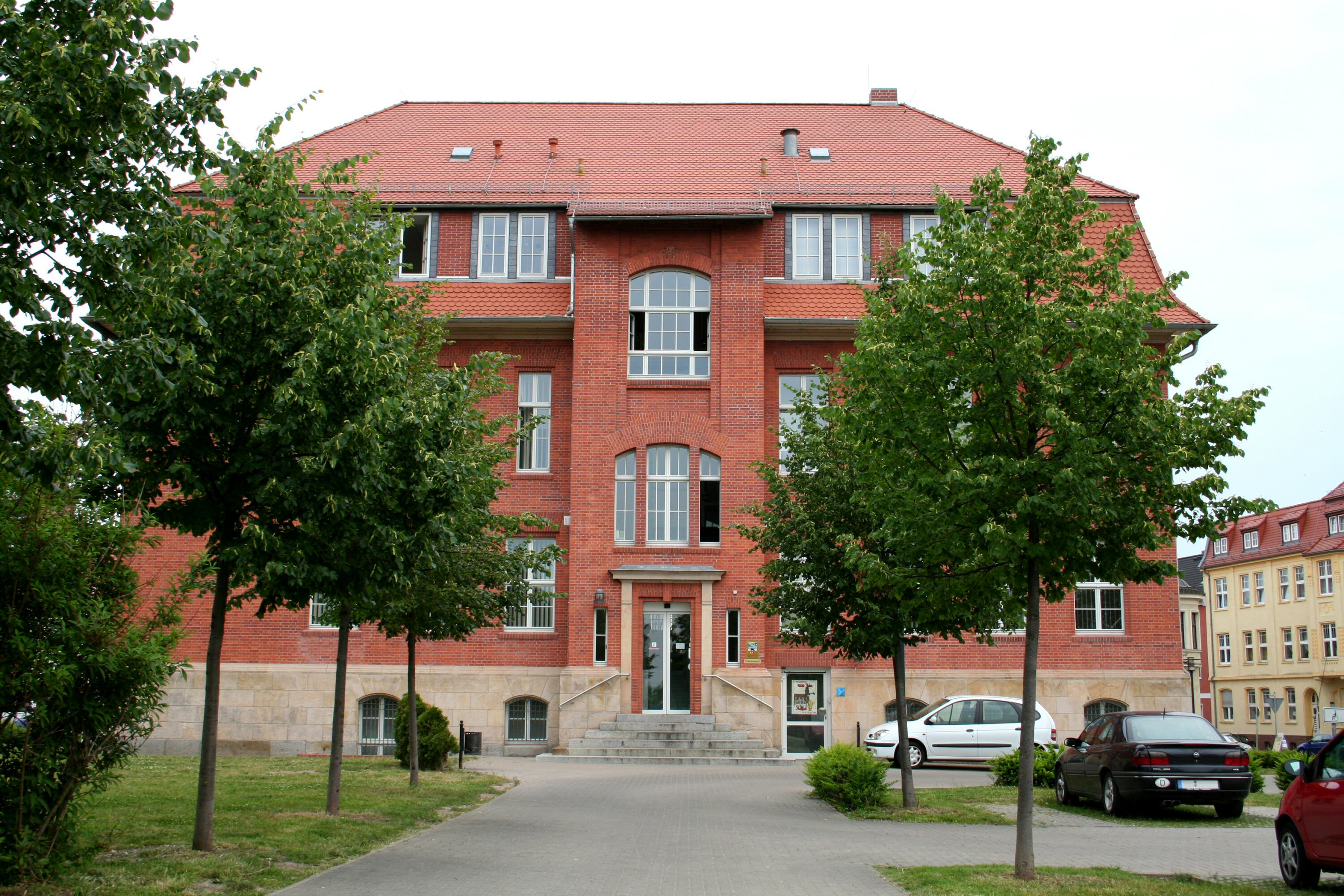
Rathaus von Staßfurt

### (Ober-)Bürgermeister
- 1929–1933: Hermann Kasten (SPD)
- 1990–1994: Eckhard Metz (CDU)
- 1994–2008: Martin Kriesel (CDU)
- 2008–2015: René Zok (parteilos) (Oberbürgermeister)
- 2015–2022: Sven Wagner (SPD) (Oberbürgermeister)
- seit 7. Juli 2022: René Zok (CDU)

Zok wurde in der Bürgermeisterstichwahl am 3. April 2022 mit 52,8 % der gültigen Stimmen gewählt. Seine Amtszeit beträgt sieben Jahre.

### Wappen
Blasonierung: „Im von Rot und Silber geteiltem Schild der heilige Johannes der Täufer im goldenen Gewand, mit der Rechten auf das auf dem linken Arm getragene mit der Kreuzesfahne versehene Gotteslamm weisend.“
Die Stadtfarben sind Rot und Weiß, die Farben des Erzbistums Magdeburg. Diese Grundfarben wurden auch beibehalten, als am 21. Juni 1960 während der Zeit der DDR ein neues Wappen eingeführt wurde. Dieses war „geviert von 1:4 Rot und 2:3 Silber, darin ein kombiniertes blaues Rad, oberhalb der Teilung als Seilscheibe mit schräg abwärts zum Schildrand laufenden Förderseil, unterhalb als Zahnrad ausgebildet, belegt mit einer aufrechtstehenden goldenen Ähre, diese wiederum mit einer silbernen Retorte“. Damit sollten die wichtigsten Wirtschaftszweige der Stadt symbolisiert werden. Mit dem Ende der DDR beschloss der Stadtrat am 1. Juni 1990 die Rückkehr zum alten Wappen. Dieses wurde jedoch vom Innenministerium des Landes Sachsen-Anhalt 1994 nicht bestätigt, da darin ein Verstoß gegen Grundsätze der Heraldik gesehen wurde. Daraufhin wurde auf die Türme (Zinnen) verzichtet und die Farbe des Gewandes von rot auf goldfarben verändert. Dieses neue Wappen wurde am 19. März 1995 vom Stadtrat beschlossen und anschließend vom Innenministerium bestätigt.

### Städtepartnerschaft
Am 25. Oktober 1989 schlossen Lehrte in Niedersachsen und Staßfurt den Städtepartnerschaftsvertrag. Gelegentliche Besuche beider (Ober-)Bürgermeister finden statt. Doch einen festgelegten Termin gibt es nicht.

## Sehenswürdigkeiten und Kultur

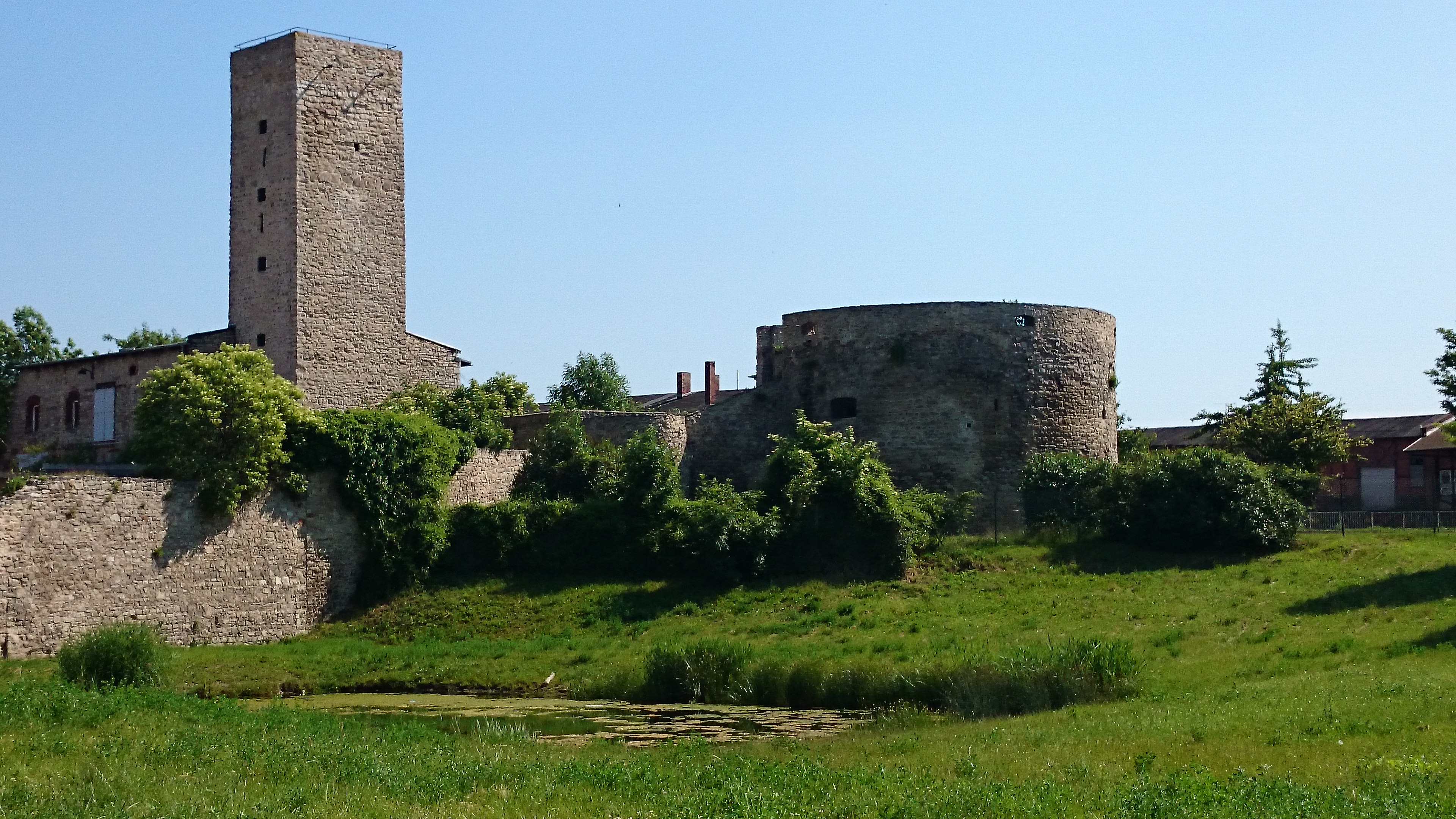
Rondell der Stadtmauer Staßfurt

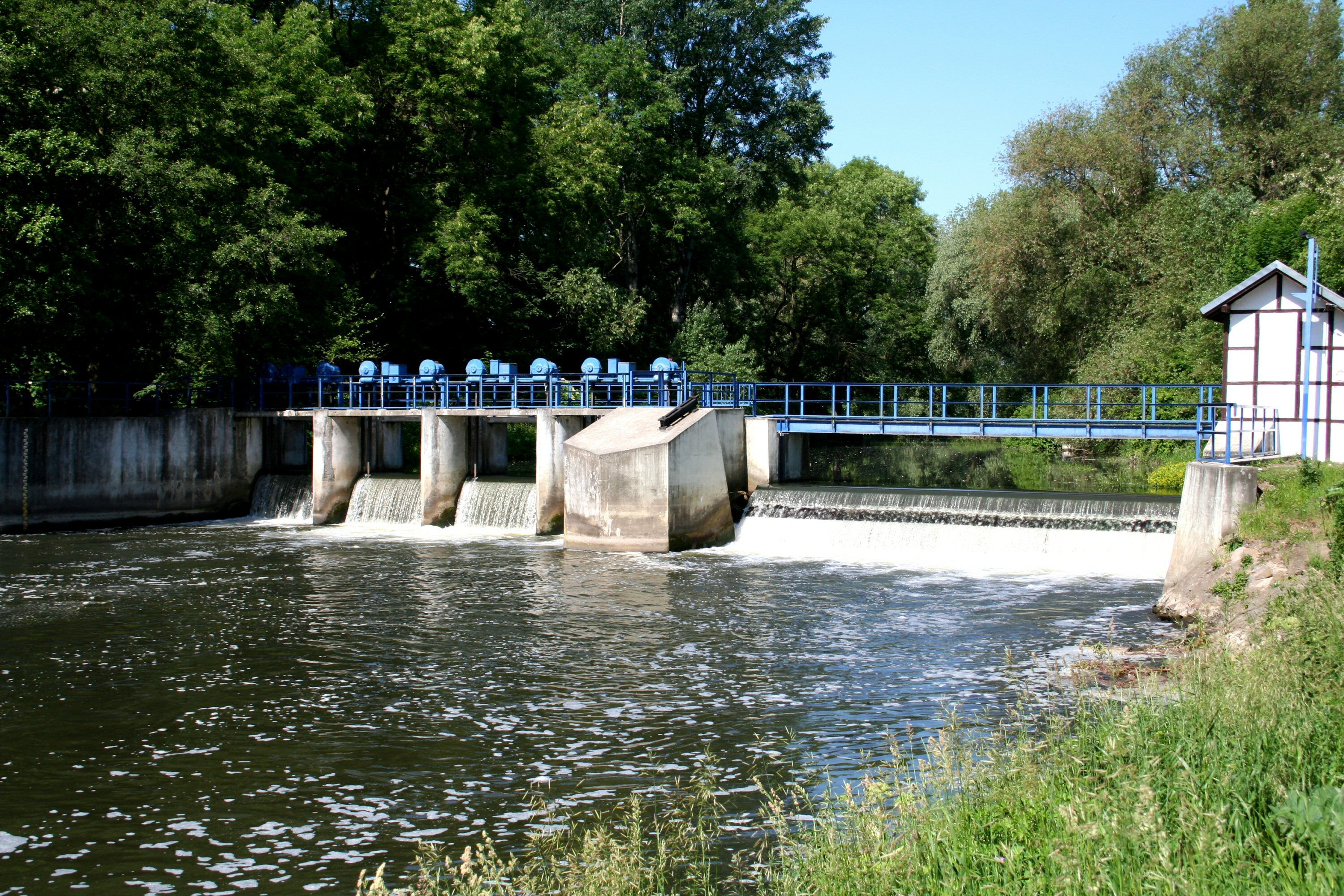
Bodewehr

### Bauwerke
Als erwähnenswerte und bedeutende Bauwerke innerhalb Staßfurts gelten vor allem:
- die mittelalterliche Stadtmauer mit Vormauer und Zwinger, außerdem mehrere Türme und ein besonders gut erhaltenes Rondell
- das Von-Werdenslebensche Haus mit Tillysaal (ehem. Bürgermeisterhaus/Theatercafé)
- die mittelalterliche Stadtvogtei (ehemalige Adler-Apotheke)
- An der Eisenbahnstrecke Schönebeck–Güsten wurde 1856 das Bahnbetriebswerk Staßfurt in Betrieb genommen. Der über 100 Jahre alte Ringschuppen kann 24 Lokomotiven beherbergen. Die dazugehörige Drehscheibe misst 20 m im Durchmesser. Bis 1988 wurden Dampflokomotiven der Baureihen 41 und 50 planmäßig eingesetzt. Personen-, Eil- und Güterzüge wurden bespannt. Durch den Verein Eisenbahnfreunde Traditionsbahnbetriebswerk Staßfurt e. V. konnte dieses Denkmal der Eisenbahngeschichte bewahrt und für die Interessenten erschlossen werden.

- Das Bergmann-Denkmal erinnert daran, dass 1852 die ersten Kalischächte der Welt in der Stadt entstanden.

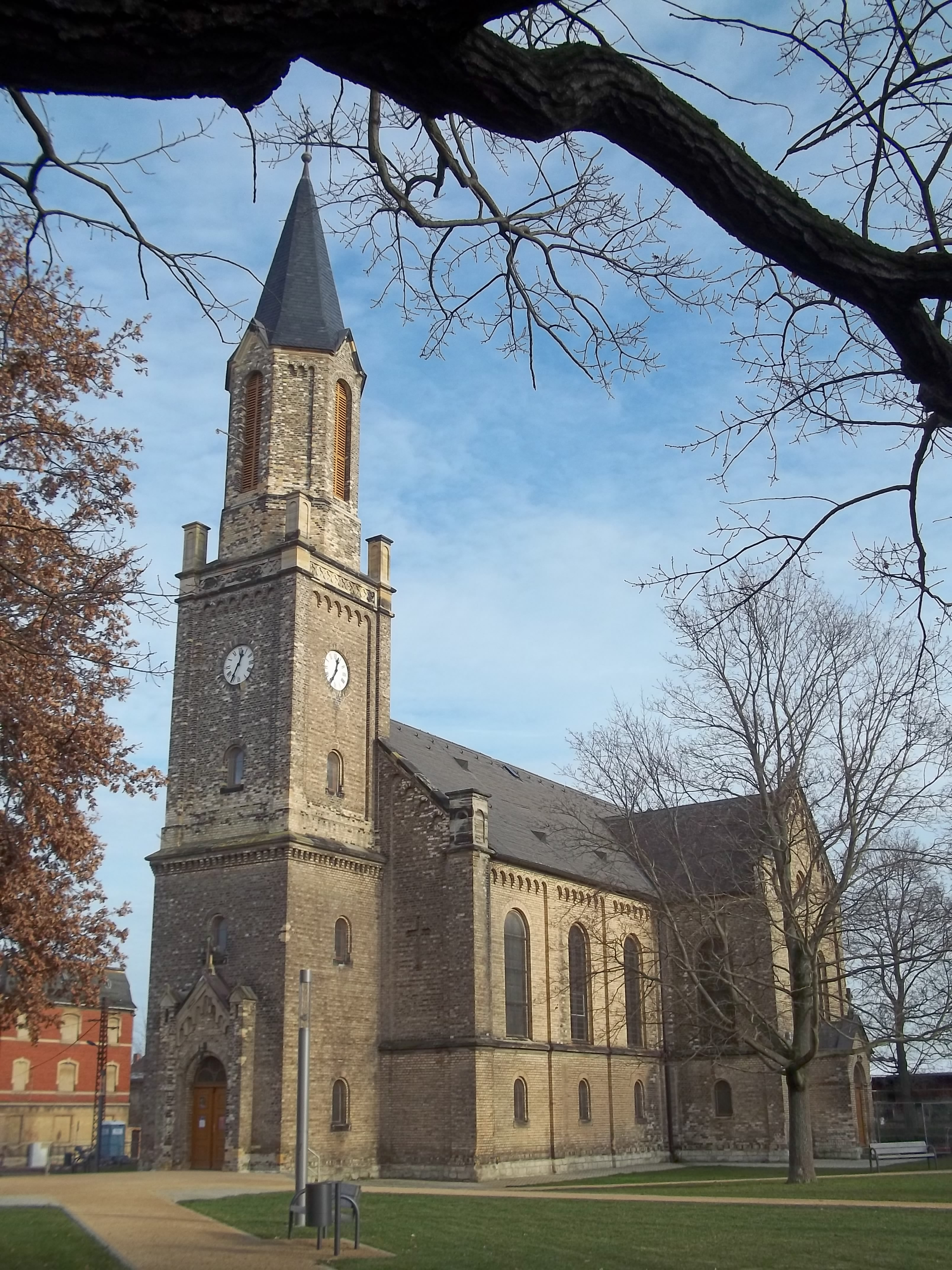
Kirche St. Johannis in Staßfurt-Leopoldshall

- Wehr im Nordwesten der Stadt
- Jüdischer Friedhof

### Kirchen
- Evangelische Kirche St. Petri, Königsplatz
- Evangelische Kirche St. Johannis, Leopoldshall/Staßfurt, Kirchplatz
- Katholische Kirche St. Marien, Bergstraße

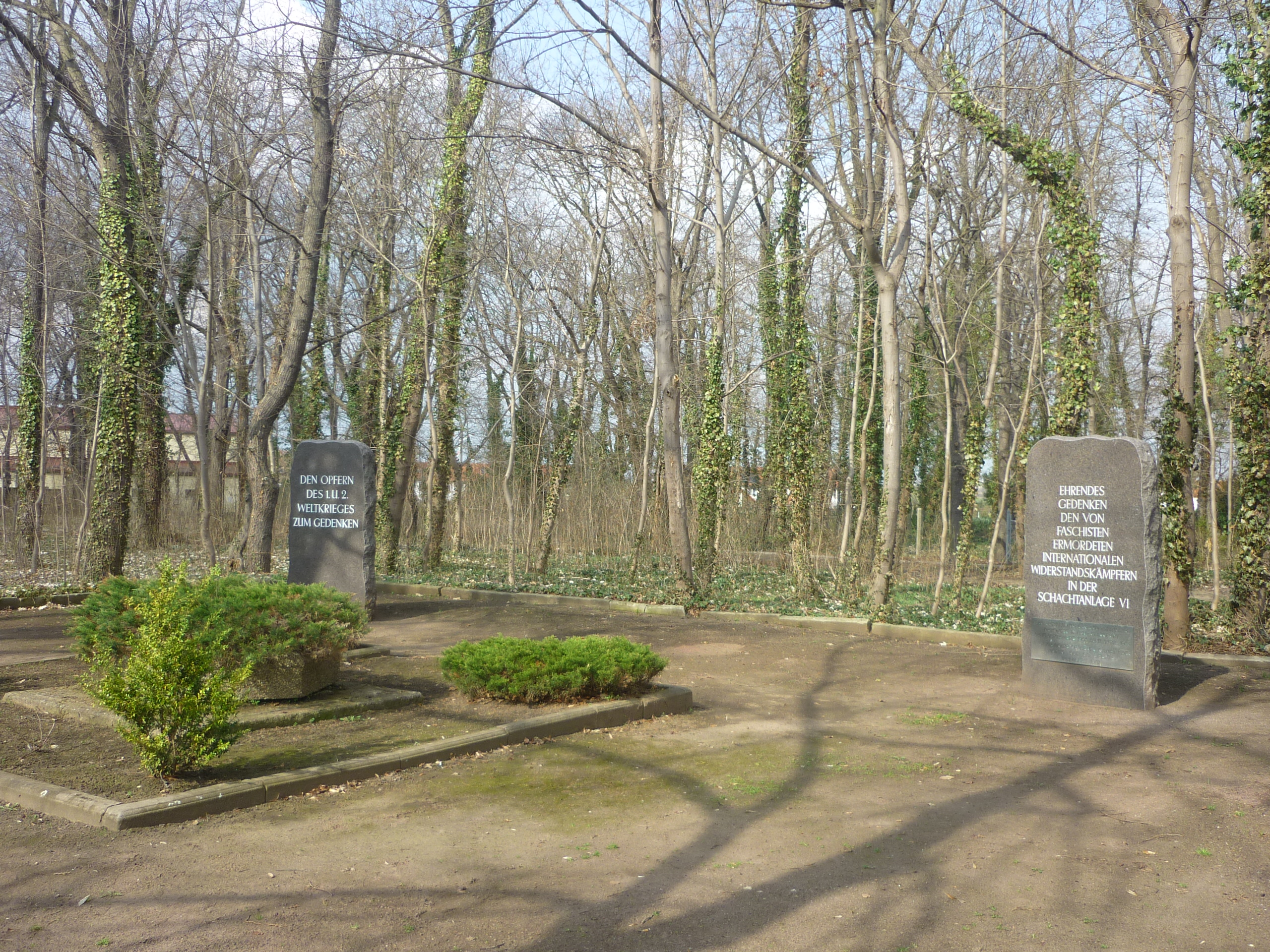
Opferdenkmal Löderburg

### Gedenkstätten
- Denkmal von 1966 im Friedhofsvorpark des Ortsteiles Löderburg zur Erinnerung an die Opfer der Zwangsarbeit, in deutscher und französischer Sprache, 1992 erneuert
- Gedenkstein am Luisen-Platz (zu DDR-Zeiten Ernst-Thälmann-Platz) zur Erinnerung an den KPD-Vorsitzenden, der 1944 im KZ Buchenwald ermordet wurde, und an alle Opfer des Faschismus
- Gedenktafel an seinem Wohnhaus in der Hermann-Kasten-Straße an den Bürgermeister Hermann Kasten, der 1933 dort ermordet wurde. Auch an den Grund- und Sekundarschulen mit seinem Namen wurden Gedenksteine für ihn gesetzt

### Parks
Grünanlagen innerhalb der Stadt sind der Kaligarten, der Stadtpark und der Volkspark Leopoldshall.
Am 15. Juni 2006 wurde anlässlich der 1200-Jahr-Feier der Stadt Staßfurt der Stadtsee eröffnet, ein im Senkungsgebiet der Stadt im Bereich des ehemaligen Marktplatzes (Wendelitz) künstlich angelegter kleiner See mit Rundwanderweg und Grünanlagen.
Bemerkenswert ist auch der Tiergarten Staßfurt.

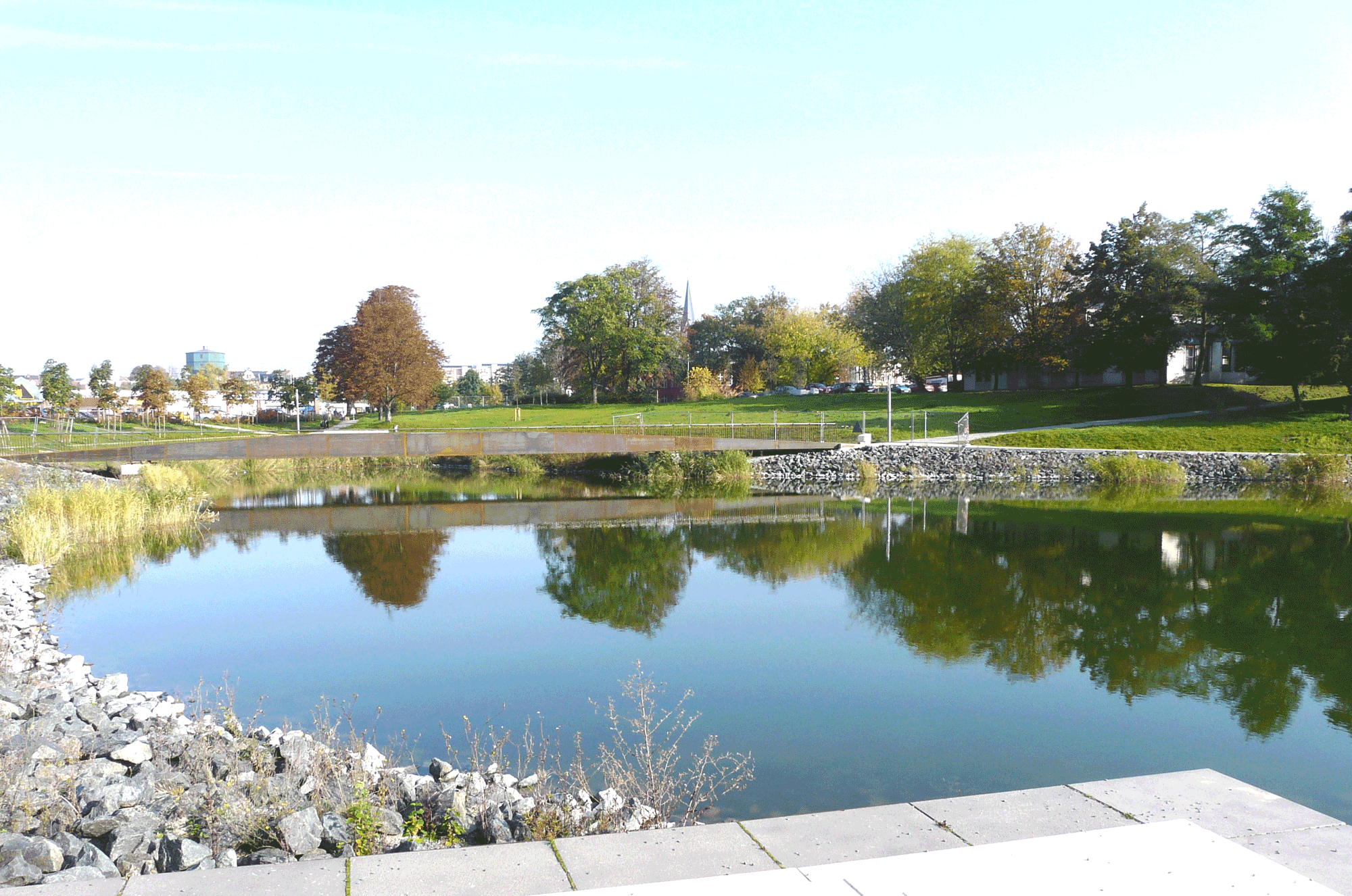
Stadtsee Staßfurt

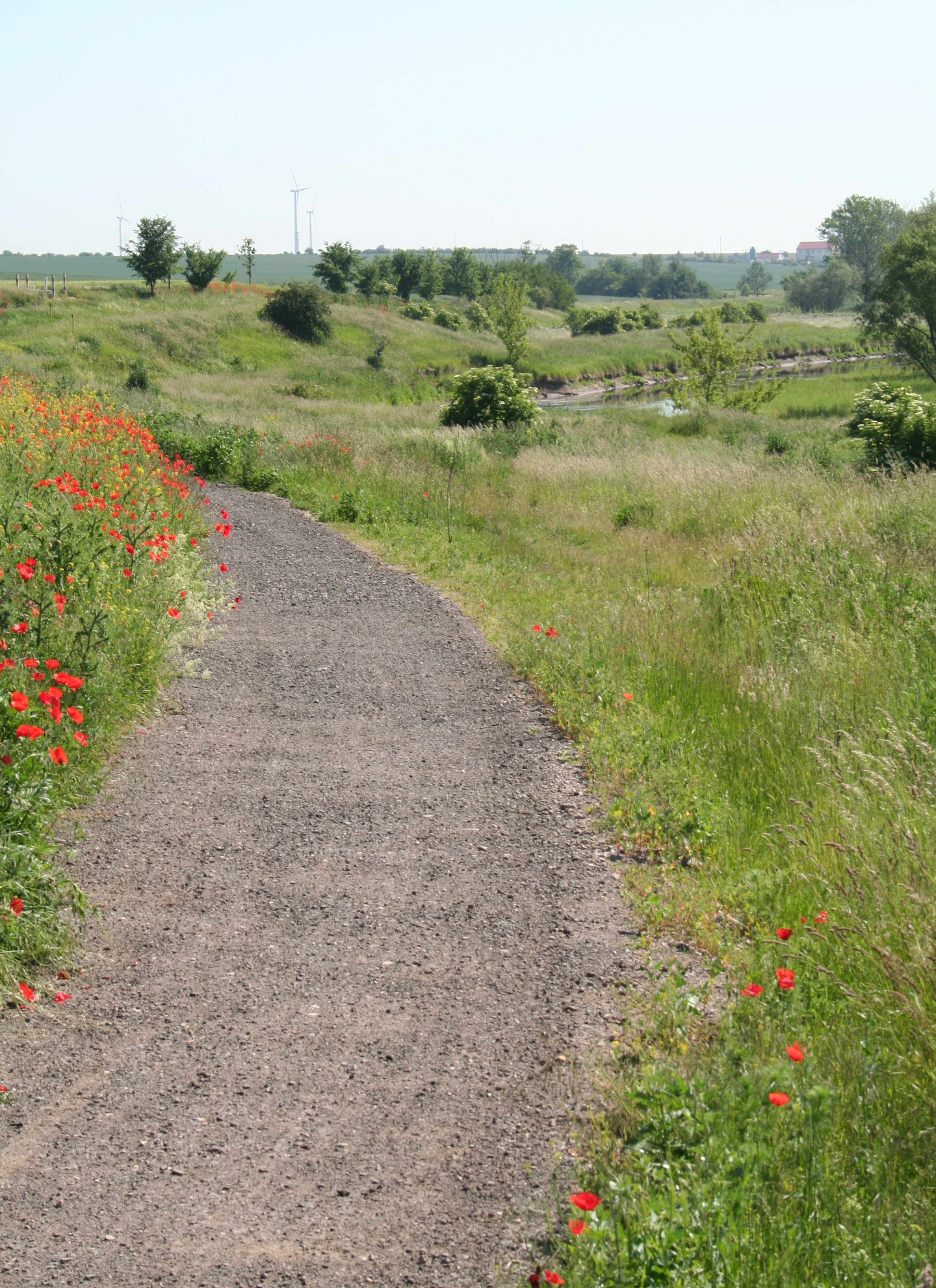
Durch Staßfurt verläuft der Europaradwanderweg R1

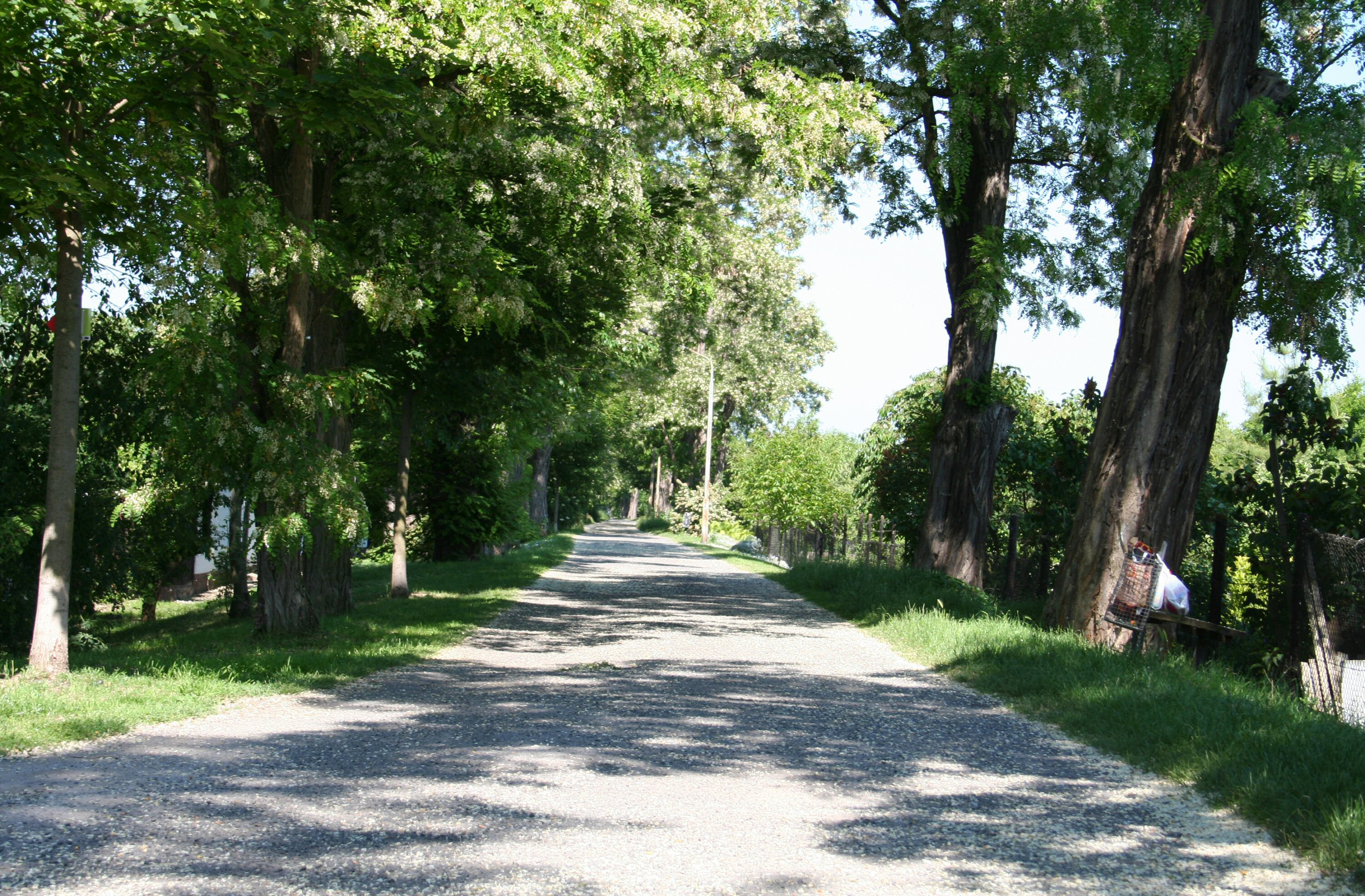
Wanderweg in Staßfurt Nord

### Naturdenkmäler
Entlang der Bode verläuft quer durch das Stadtgebiet das Landschaftsschutzgebiet Bodeniederung mit dem westlich Staßfurts liegenden Waldgebiet „Die Horst“.

### Museen
In einem der ältesten Häuser der Stadt aus dem 17. Jahrhundert befindet sich das Stadt- und Bergbaumuseum der Stadt Staßfurt.

Im ehemaligen Verwaltungsgebäude des Fernsehgerätewerkes (RFT) befindet sich das Rundfunkmuseum des Vereins der Staßfurter Rundfunk- und Fernsehtechnik e. V.

Das Fahrzeugmuseum Staßfurt in der Berlepschstraße erzählt die Fahrzeuggeschichte des Ostens.
Im ehemaligen Bahnbetriebswerk Staßfurt befindet sich das Eisenbahnmuseum der Eisenbahnfreunde Traditions-Bw Staßfurt e. V.

### Theater
Das Salzlandtheater ist ein Gastspielhaus mit einem Saal für bis zu 339 Personen, beherbergt eine Galerie und den kleineren Tilly-Saal (eigentlich im Stadtpalais von Werdensleben).
Das bekannteste Laien-Schauspiel-Ensemble aus Staßfurt ist das Schülertheater des Dr.-Frank-Gymnasiums.

### Musik
In Staßfurt existieren zahlreiche musikalische Formationen.
Orchester
- Schülerakkordeonorchester der Kreismusikschule Béla Bartók (seit 1956)
- Jugendblasorchester Staßfurt (seit 1961)
- Akkordeonorchester „Salzland“ e. V. (seit 1996)

Chöre
- Männerchor des Staßfurter Handwerks (seit 1945)
- Salzland Frauenchor Staßfurt (seit 1991)

### Regelmäßige Veranstaltungen
- Salzlandfest, regelmäßig im Juni
- Seegeflüster
- Salzlandlauf
- Frühjahrs- u. Herbstmarkt
- Kirschblütenfest am 1. Mai
- Studien- u. Berufsorientierungstag
- Tag der Regionen im Herbst
- Kunst- und Erlebnisbörse im Salzlandtheater
- Eisenbahnfeste, mehrmals im Jahr
- Bundesoffenes Schnellschachturnier
- Salzlandpokalturnier im Badminton

## Wirtschaft und Infrastruktur

### Wirtschaft

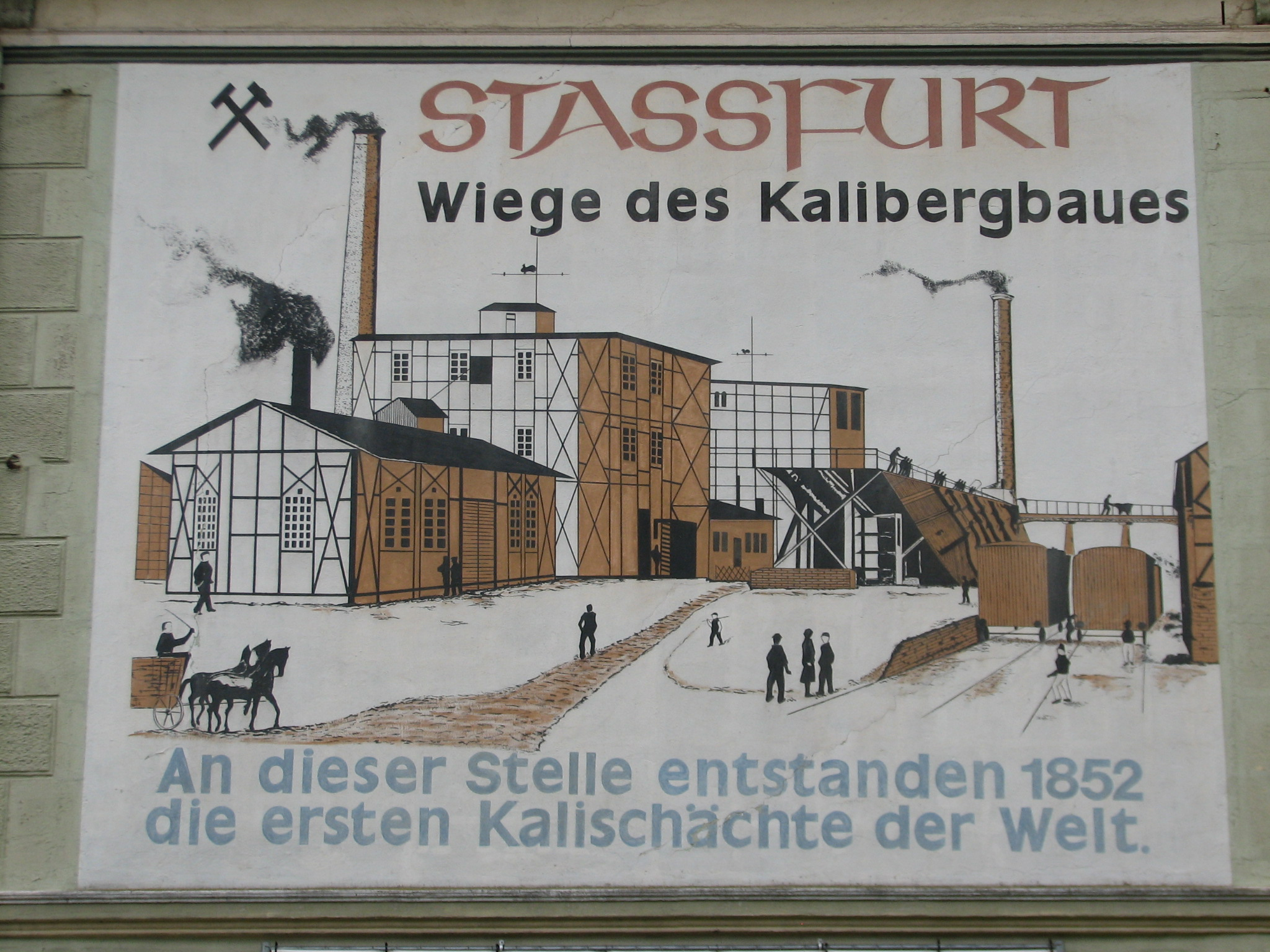
Das großformatige Wandbild im Zentrum von Staßfurt kündet vom Stolz der Vorfahren: „STASSFURT – Wiege des Kalibergbaus – An dieser Stelle entstanden 1852 die ersten Kalischächte der Welt“. Foto vom April 2019

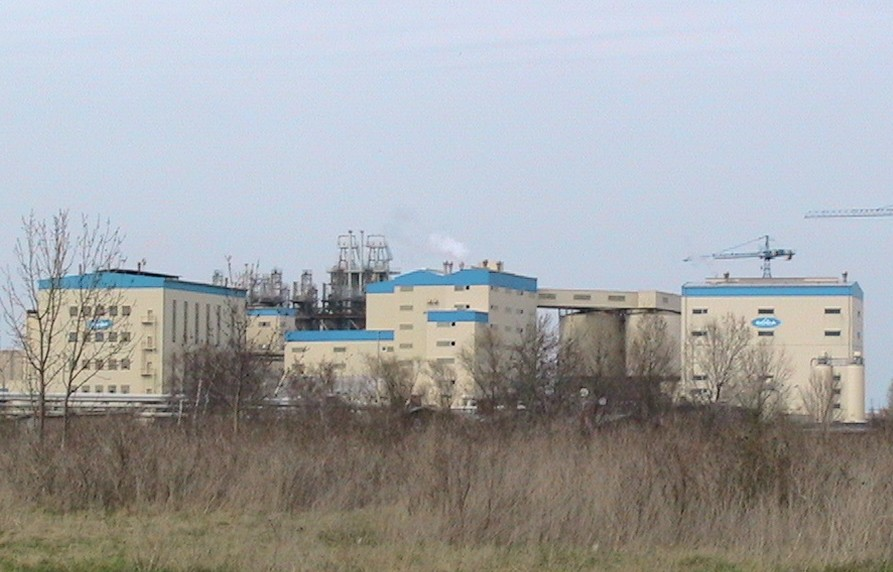
Sodawerk Staßfurt

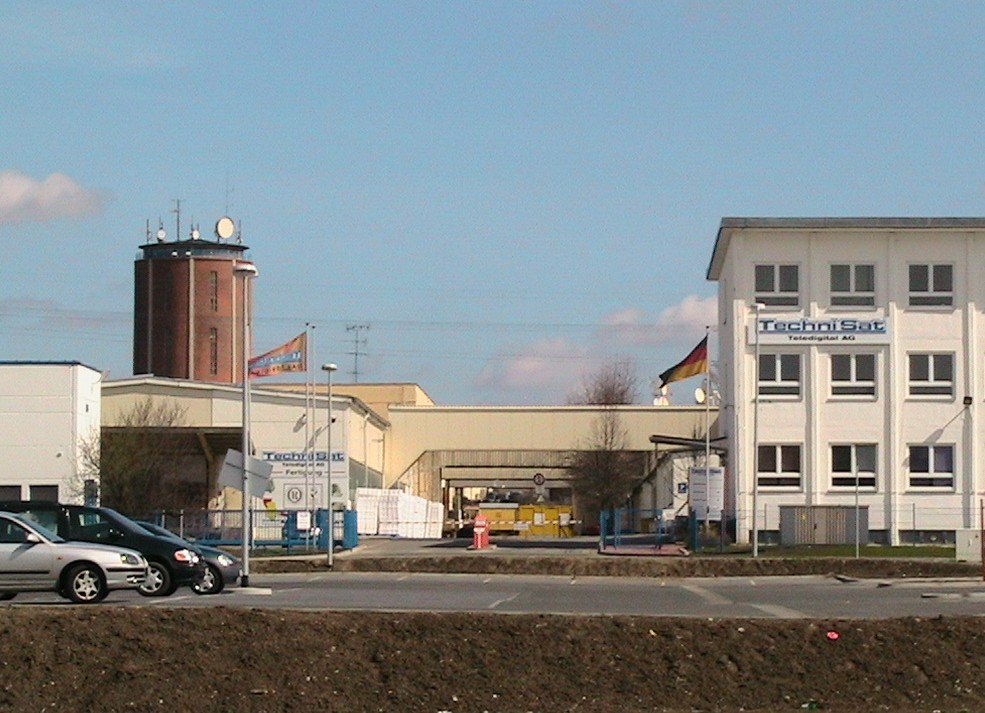
TechniSat-Niederlassung Staßfurt

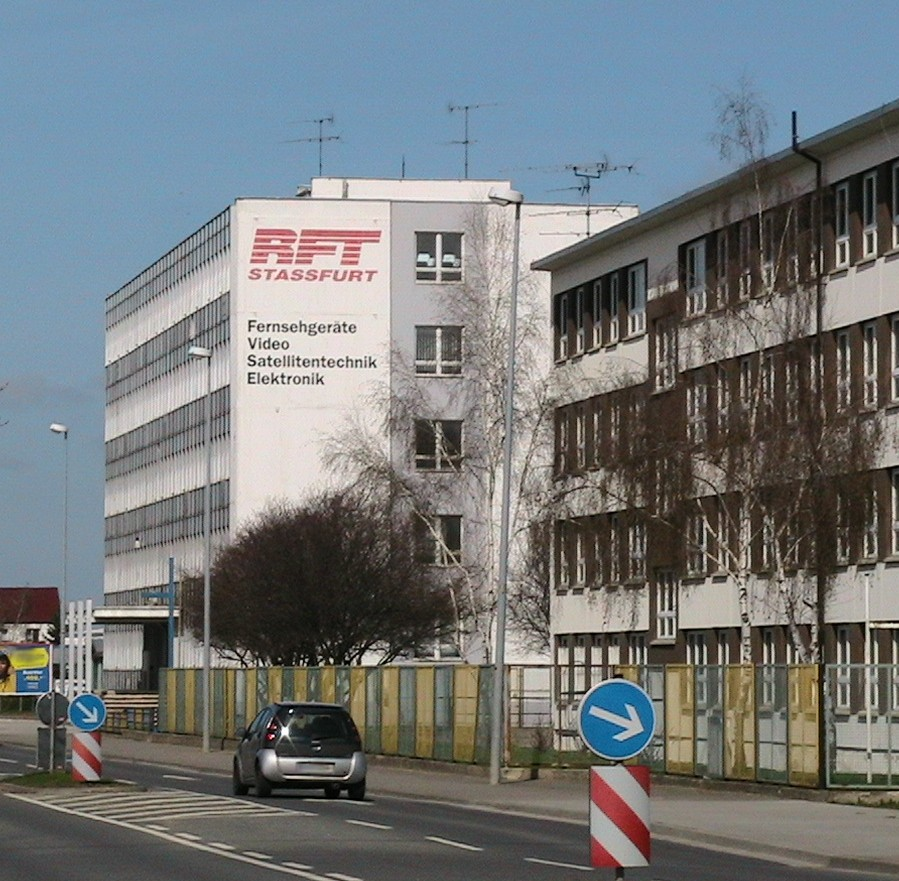
RFT Staßfurt

Staßfurt erlebte nach dem Niederbringen der ersten Kalischächte der Welt einen enormen wirtschaftlichen Aufschwung durch den Bergbau – geregelt und kontrolliert vom Deutschen Kalisyndikat, seit 1890 ansässig im nur einen Steinwurf entfernten Leopoldshall – und die sich dort ansiedelnde chemische Industrie. Die Kehrseite des Booms sind bis heute nachwirkende Bergschäden im Stadtgebiet, die zum Abriss weiter Teile der Innenstadt führten. Durch Erdfall entstand im Südosten der Stadt ein See, der unter dem Namen Strandsolbad Staßfurt als Bad dient. Die Stadt unternimmt seit der Wende u. a. im Rahmen der Stadtsanierung mit viel Engagement Anstrengungen, um die Folgeerscheinungen zu mildern (Entstehung eines Sees in der Stadtmitte mit Aufwertung des Umfelds als Beitrag zur IBA Stadtumbau 2010). Daneben werden Flächen von den – teils zwischenzeitlich rekultivierten – Halden mit Resten von Bergbau und chemischer Produktion belegt.
1871 nahm die Brauerei Niemann an der Förderstedter Straße ihren Betrieb auf, konnte ihr Bier aufgrund seiner guten Qualität im weiten Umkreis absetzen und existierte in verschiedenen Rechtsformen bis etwa 1990.
Staßfurt war Standort des größten Fernsehgerätewerkes der DDR (Kombinat VEB RFT) mit 4.000 Beschäftigten, das aus der 1932 gegründeten Staßfurter Rundfunk GmbH (Gerätemarke: Imperial) hervorging. Im Zentrum des ehemaligen Werksgeländes (heute TLG-Gewerbepark, s.unten) produziert heute die TechniSat Teledigital GmbH Fernsehgeräte und Satellitenreceiver.
Ein für die DDR wichtiger Betrieb war auch der VEB Chemieanlagenbau Staßfurt, ein Zweigbetrieb des Chemieanlagenbaukombinat Leipzig-Grimma (CLG), der u. a. Zentrifugen und Filteranlagen produzierte und in dem ab 1977 im Zweijahres-Rhythmus für Künstler und Kunsthandwerker Metallgestalter-Symposien stattfanden.
Die Anfänge dieses Unternehmens lagen in der 1863 gegründeten Maschinenfabrik, Kesselschmiede und Eisengießerei „Sauerbrey & Rieseberg“. Diese wurde 1907 zu einer AG umgewandelt und erwarb die benachbarte Dampfkesselfabrik und Apparatebauanstalt A. Großpietsch. So vergrößert lieferte sie komplette Anlagen unter anderem für die Chemie- und Kaliindustrie und war im Ersten Weltkrieg auch in die Rüstungsproduktion involviert. 1948 wurde der Betrieb in die VVB(Z) NAGEMA eingegliedert und zuletzt in das CLG.
Von den wirtschaftlichen Umbrüchen nach 1989 wurde auch Staßfurt nicht verschont; die Arbeitslosigkeit ist seit Jahren auch gegenüber dem Landeswert überdurchschnittlich hoch – obwohl es seit Anfang der 1990er Jahre wieder einen deutlichen Zugewinn an Arbeitsplätzen gibt. Nach wie vor ist das produzierende Gewerbe – mit Ciech S.A. als größtem Arbeitgeber – Basis der Staßfurter Wirtschaft.
Seit der Wende 1989/90 wurden durch die Stadt die 19 bestehenden und neu ausgewiesenen Industrie- und Gewerbegebiete zum Großteil völlig neu erschlossen und durch die neu ausgebaute Straßenverbindung „Gewerbering“ miteinander verbunden. Der Gewerbering ist durch gut ausgebaute Zubringer an die A 14 Magdeburg–Halle und A 36 Braunschweig–Bernburg (vormals bis 2018 B6n) angeschlossen.
Das jüngste Vorhaben der wirtschaftsnahen Infrastruktur konnte 2006 abgeschlossen werden: die Revitalisierung des ehemaligen Fernsehgerätewerk-Geländes – jetzt TLG-Gewerbepark Staßfurt. Geplant ist die Revitalisierung des Industriegebietes Neu-Staßfurt.
Ansässige Unternehmen
- Stadtwerke Staßfurt GmbH
- Ameos
- Remondis Thermische Abfallverwertung
- Qemetica (Soda & Salz)
- TechniSat
- Salzlandsparkasse
- Lebenshilfe Bördeland
- Schwenk
- Salzland Druck
- Rügenwalder Spezialitäten Plüntsch

Öffentliche Einrichtungen
Staßfurt ist Sitz der Einheitsgemeinde Staßfurt und einer Vielzahl weiterer Behörden:
- Finanzamt Staßfurt
- Hauptsitz und Verwaltung Salzlandsparkasse
- Amtsgericht Aschersleben, Dienstgebäude Staßfurt
- Grundbuchamt des Amtsgerichtes Aschersleben
- Zentrales Mahngericht der Bundesländer Sachsen, Sachsen-Anhalt und Thüringen
- Stadtarchiv
- Stadt- und Regionalbibliothek „G.E. Lessing“
- Stadt- und Bergbaumuseum
- Kreisverwaltung Salzlandkreis (Außenstelle)
- Kreiseinsatzleitstelle (Salzlandkreis)
- Feuerwehrtechnische Zentrale des Salzlandkreises
- Jobcenter (Eigenbetrieb des Salzlandkreis)
- Agentur für Arbeit Staßfurt
- Wasser- und Abwasserzweckverband „Bode-Wipper“
- Wertstoffhof Staßfurt

Trinkwasserversorgung und Abwasserentsorgung
Das Trinkwasser für Staßfurt und die umliegenden Gemeinden wird durch die Trinkwasserversorgung Magdeburg GmbH im Wasserwerk Colbitz aus Grundwasser gewonnen und aufbereitet und durch den Wasser- und Abwasserzweckverband „Bode-Wipper“ im Verbandsgebiet verteilt. Das Leitungsnetz hat eine Länge von 380 Kilometern und reicht von Kroppenstedt bis Hohenerxleben (West-Ost) und von Etgersleben bis Amesdorf (Nord-Süd). Der Anschlussgrad liegt bei 100 %. Der Hochbehälter auf dem Ochsenberg bei Staßfurt  mit 2 × 5.100 m³ Fassungsvermögen dient der Druckerhaltung im südlichen Verbandsgebiet und deckt Verbrauchsspitzen ab. Daneben gibt es im nördlichen Verbandsgebiet vier Wassertürme, die denselben Zweck erfüllen, außerdem mehrere Druckerhöhungsanlagen. Insgesamt beträgt die Trinkwasserabgabe des Verbands 2,75 Mio. m³ jährlich.
Mit einer Gesamthärte von 14,1 °dH fällt das Wasser in den Härtebereich „hart“. Der Brutto-Verbrauchspreis liegt bei 1,23 Euro je Kubikmeter.
Die Ableitung und Reinigung des anfallenden Abwassers fällt ebenfalls in den Zuständigkeitsbereich des Wasser- und Abwasserzweckverband „Bode-Wipper“. Das Kanalnetz hat eine Länge von 224 Kilometern, davon sind 45,5 Kilometer im Mischsystem angelegt. Der Anschlussgrad liegt bei 97 %, in Staßfurt selbst ist er noch höher.
Das Abwasser von Staßfurt und Umgebung wird in der Verbandskläranlage  gereinigt. Die Anlage ist im Dezember 1997 nach 14-monatiger Bauzeit in den Probebetrieb gegangen und wurde im Mai 1998 an den Verband übergeben. In der ersten Ausbaustufe hatte sie eine Kapazität von 30.000 Einwohnerwerten. Durch steigende Anschlussgrade folgte eine Erweiterung auf die zweite, heutige Ausbaustufe zwischen den Jahren 2001 und 2004 auf 40.000 EW. Die Anlage behandelt etwa 3.500 m³ Abwasser täglich im Belebtschlammverfahren. Das gereinigte Wasser wird in die Bode eingeleitet. Die Klärschlammbehandlung befindet sich seit 2016 in einer Umstellung. Bislang wurde der Schlamm auf der Anlage entwässert, anschließend nach Atzendorf gefahren und dort durch ein externes Unternehmen in der Landwirtschaft verbracht oder zur Kompostierung verwendet. Dieser Verwertungsweg steht durch die Novellierung der Klärschlammverordnung nicht mehr zur Verfügung. Die Schlammbehandlung soll daher auf anaerobe Schlammstabilisierung (Faulung) umgestellt werden. Mit dem bei der Faulung entstehenden Klärgas wird Strom produziert. Vorgesehen ist eine Eigenbedarfsdeckung an Strom von 70 %, beim Probebetrieb 2021 wurden bereits 50 % erreicht. Der ausgefaulte Schlamm soll anschließend getrocknet und dann verbrannt oder deponiert werden.
Wohnlage

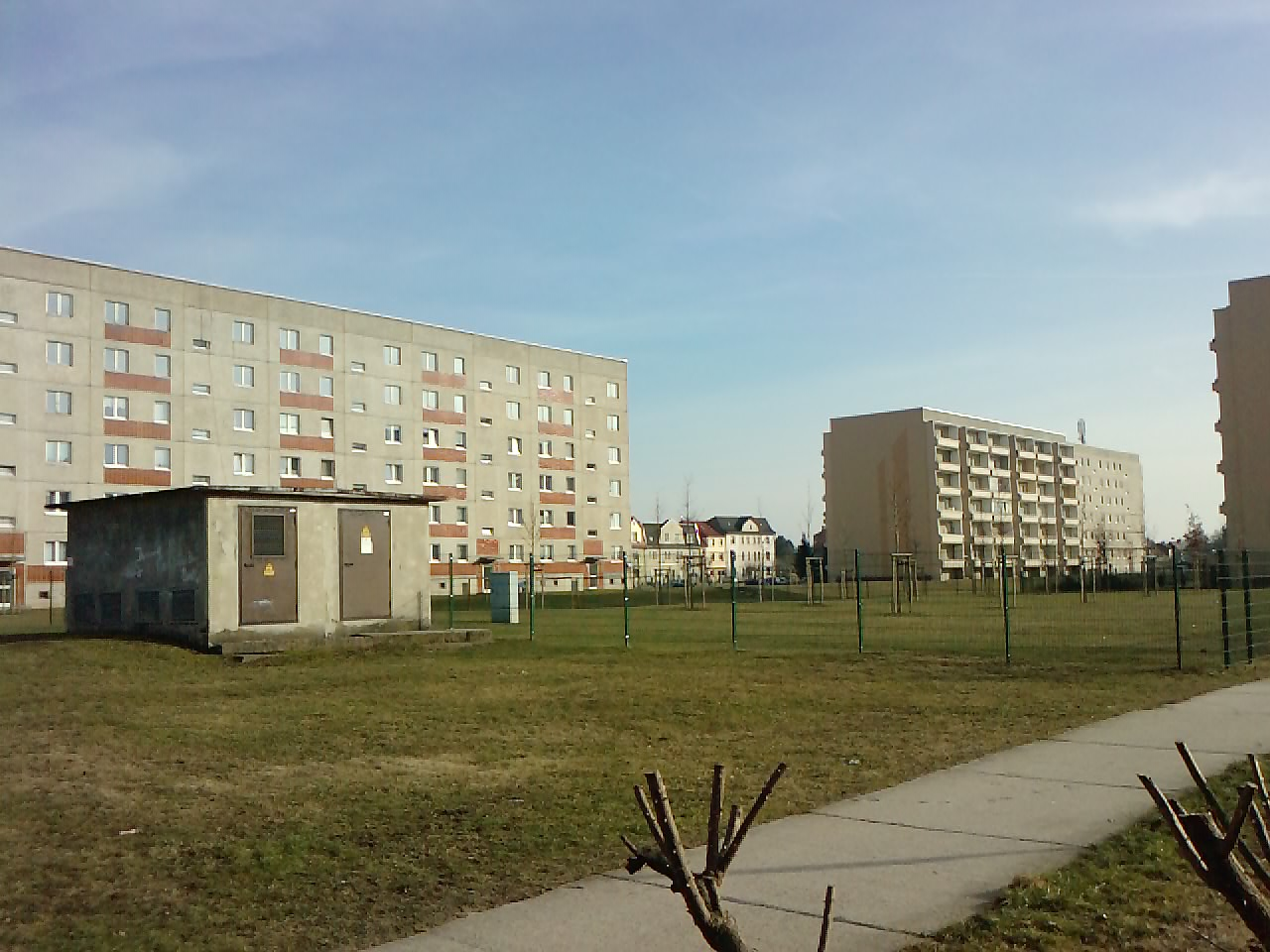
Wohnblock „Am Tierpark“

Staßfurt hat mit seinen Stadtteilen und Wohngebieten eine abwechslungsreiche Wohnungsstruktur, die zusätzlich in der Zeit von 1960 bis 1980 durch eine Wohnungsbaupolitik der DDR mit Plattenbausiedlungen an den Stadträndern geprägt wurde. Einige Gebäude mussten aufgrund des Bergbaus weichen, doch heute sind keine Wohnlücken mehr in der Innenstadt zu erkennen.
Die nach 1960 entstandenen Plattenbauten Am Tierpark im Stadtteil Leopoldshall und Leninring (heute Staßfurt-Nord), wurden nach 1995 als Folge der demografischen Entwicklung teilweise rückgebaut. In den Sanierungsgebieten von Alt-Staßfurt und der Altstadt konnte die Wohnqualität mit öffentlichen Fördermitteln erheblich verbessert werden. Weitere Impulse dafür gab die Internationale Bauausstellung Stadtumbau Sachsen-Anhalt 2010, die mit dem Thema Aufheben der Mitte auf die besondere Situation des wegen des Bergbaus nicht mehr vorhandenen Zentrums der Stadt einging.
Die in Staßfurt führenden Wohnungsbaugenossenschaften sind die Wohnungs- und Baugesellschaft Staßfurt und die Wohnungsbaugenossenschaft zu Staßfurt eG.
Technisches Hilfswerk (THW)

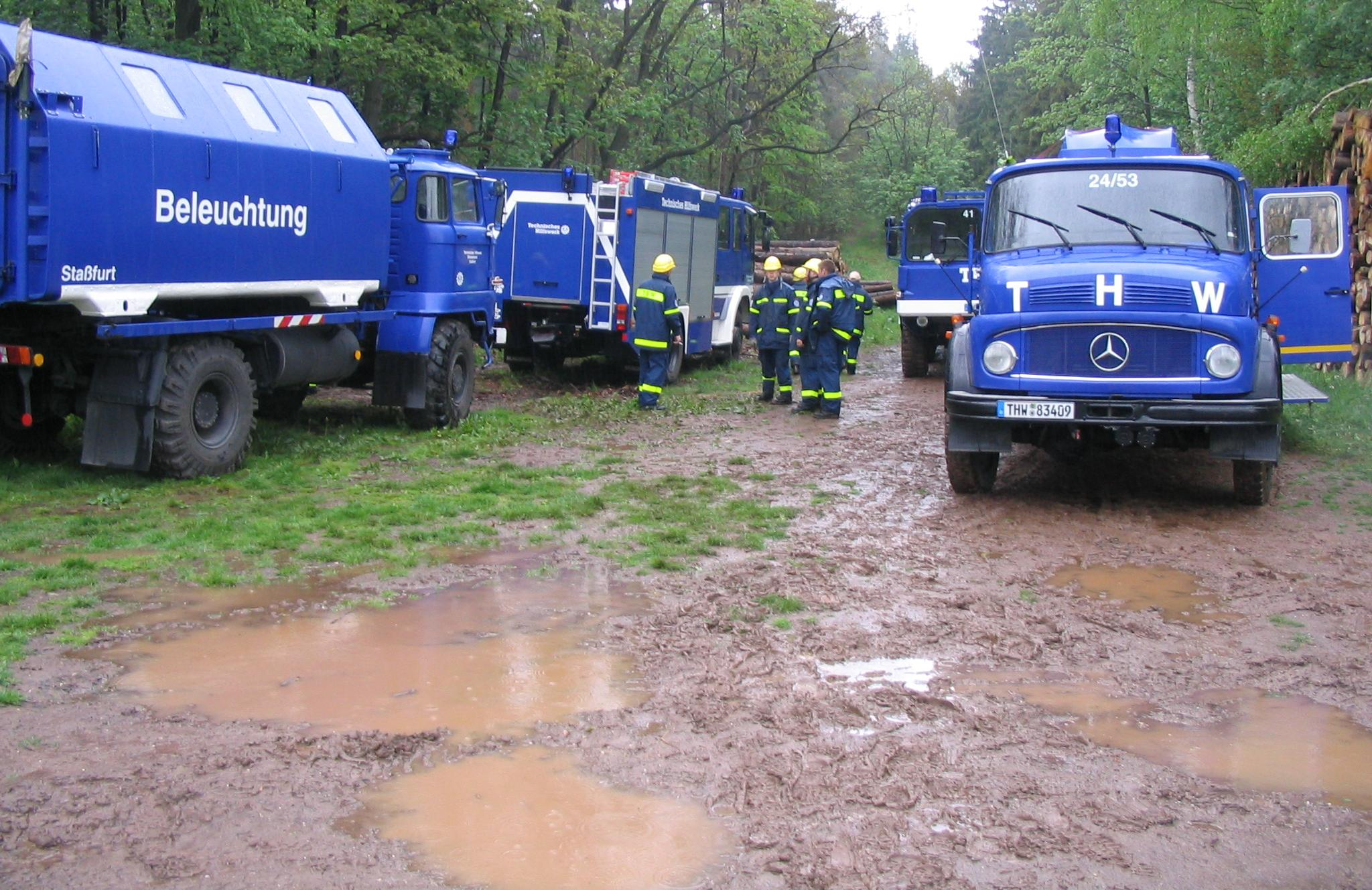
Einige Fahrzeuge des THW-Ortsverbandes Staßfurt im Frühjahr 2005

In Staßfurt befindet sich ein Ortsverband der Bundesanstalt Technisches Hilfswerk (THW). Es ist der einzige im ehemaligen Landkreis Aschersleben-Staßfurt. Er umfasst ca. 80 ehrenamtliche Kameraden und ist auf Bergung/Räumen und Beleuchtung von Schadenslagen spezialisiert. Außerdem besitzt er im Rahmen der örtlichen Gefahrenabwehr die Schnell-Eingreif-Gruppe Öl.
Die Unterkunft des Ortsverbandes befindet sich in der Maybachstraße.

### Verkehr
Schiene
1856 erreichte die Eisenbahn von Schönebeck her Staßfurt, jedoch zunächst nur bis zum Güterbahnhof Gollnowstraße. 1866 ging dann die Teilstrecke Staßfurt–Güsten in Betrieb. Das Empfangsgebäude des Bahnhofs Staßfurt von 1884 wurde 1977 nach Schäden infolge bergbaubedingter Bodenabsenkungen abgerissen. Regional-Express und Regionalbahn befahren die Bahnstrecke Schönebeck–Güsten über den Staßfurter Bahnhof. Auch im Schienengüterverkehr wird Staßfurt nach wie vor regelmäßig bedient (unter anderem Sodawerk, Mülltransporte zur EVZA). Die Bahnstrecke Staßfurt–Blumenberg wird durch einen privaten Betreiber im Schienengüterverkehr betrieben. Der Bahnhof in Staßfurt verfügt über eine die Gleise überquerende Brücke, welche mit Aufzügen ausgerüstet ist. Am Bahnhof befinden sich ein Taxistandplatz und der Busbahnhof. Weiterhin gibt es einen am Rand der Ortschaft liegenden Haltepunkt im Ortsteil Neundorf sowie einen Haltepunkt im Ortsteil Förderstedt. Am südlichen Rand des Bahnhofsgeländes in Staßfurt befindet sich ein zur Abstellung historischer Schienenfahrzeuge genutzter zwölfständiger Lokschuppen mit Drehscheibe des ehemaligen Bahnbetriebswerkes Staßfurt. Zusätzlich besitzt das Sodawerk Staßfurt eine eigene Feldbahn mit einer Gleisverbindung nach Förderstedt (Feldbahn des Sodawerkes Staßfurt).
Die Straßenbahn Staßfurt war von 1900 bis 1957 in Betrieb und fuhr von Löderburg über Neu Staßfurt, Altstaßfurt und Leopoldshall nach Hecklingen.
Straße
Staßfurt besitzt eine Anschlussstelle an der Bundesautobahn 14 Magdeburg–Halle–Dresden. Die Bundesautobahn 36 (auch „Nordharzautobahn“ genannt) verläuft 8 km südlich der Stadt. Mehrere Landesstraßen sorgen für regionale Verknüpfung.

### Bildung

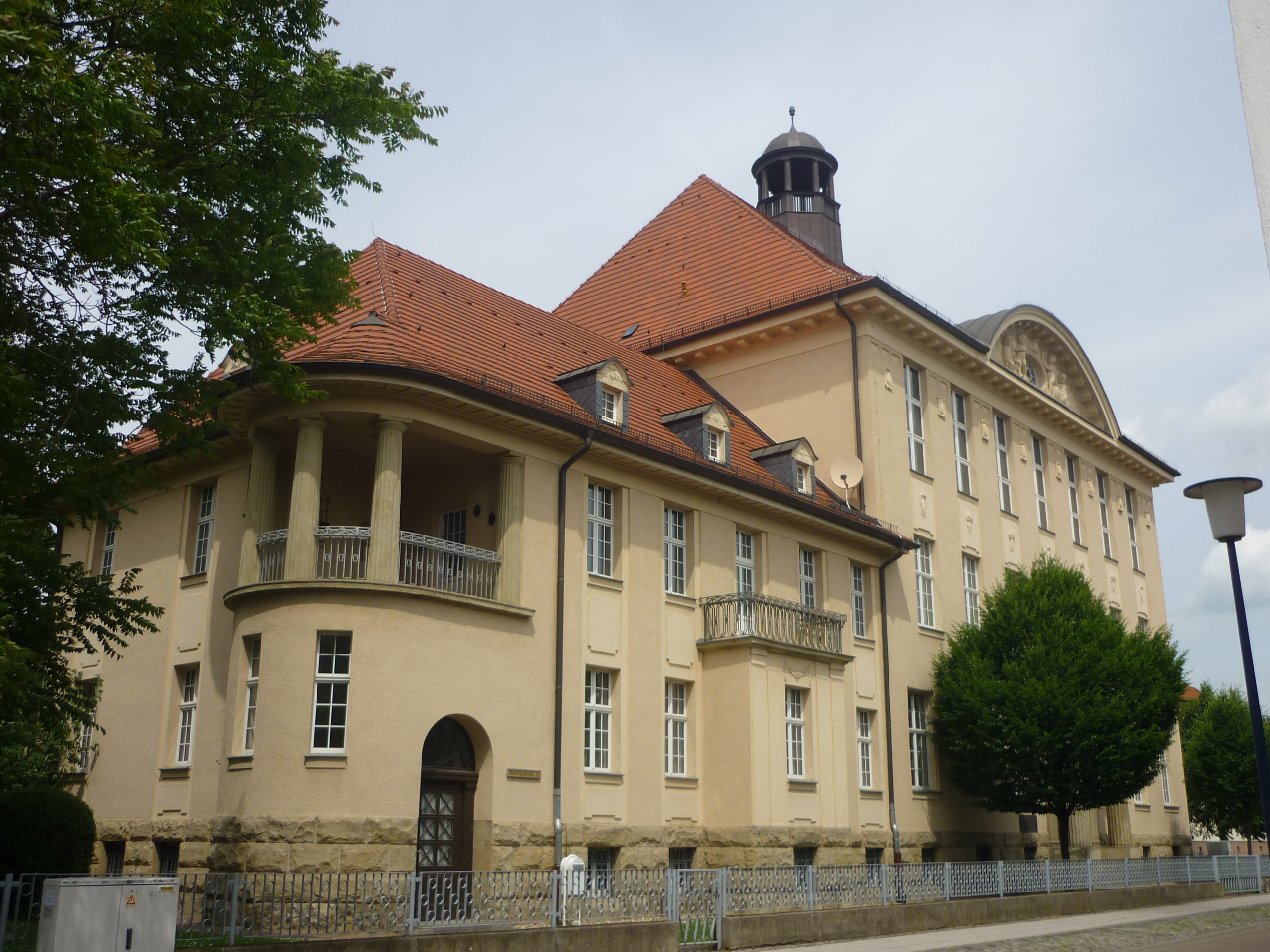
Dr.-Frank-Gymnasium (Haus 1)

In Staßfurt sind alle Schularten vorhanden:
- Gymnasium (Dr.-Frank-Gymnasium)
- zwei Sekundarschulen (Sekundarschule „Am Tierpark“; Sekundarschule Staßfurt OT Förderstedt)
- eine Gemeinschaftsschule (Gemeinschaftsschule „Hermann Kasten“)
- sechs Grundschulen („Ludwig Uhland“, „Johann Wolfgang von Goethe“, Grundschule Nord, OT Löderburg sowie OT Förderstedt; BBRZ Grundschule Rathmannsdorf)
- Förderschule (Pestalozzi-Schule) – als Ganztagsschule
- Berufsschule und Berufliches Gymnasium (eine Außenstelle der Berufsbildenden Schulen I des Salzlandkreises WEMA)
- Berufsförderungswerk Sachsen-Anhalt
- BBRZ-Bildungsträger im Ortsteil Rathmannsdorf (Schloss)

Den Grundschulen zugeordnet sind Schulhorte für die Altersgruppe 6 bis 10 Jahre.
Kindertageseinrichtungen
In Staßfurt besteht ein großes Angebot an Kindertageseinrichtungen (Kinderkrippen und Kindergärten) für die Altersgruppe von 0 bis 6 Jahre in kommunaler, kirchlicher und freigemeinnütziger Trägerschaft. Jedem Kind kann ein Betreuungsplatz zur Verfügung gestellt werden.